# Jean Renard

Affiche van De Parel van Zaandam (1893)

Jean Jacques Théodorus Renard (ook wel J.J.T. Renard) (Amsterdam, 14 mei 1869 – Fulham, Londen, 12 september 1898) was een Nederlands violist, klarinettist en componist.
Hij was zoon van ambtenaar der posterijen Jean Jacques Theodor Renard en Christina Helena Storm. Broer François Jacques (Jacq) Renard werd als leerling van Leon H. Meerloo cellist te Bournemouth en het orkest van Crystal Palace, broer Henri violist in Queens Hall Orchestra en Glasgow. Hijzelf trouwde met Johanna Elisabeth Wigersma.
Hij ontving zijn lessen van Orest Praeger en Isaäk Troostwijk (viool) en Henry J. Seemann (klarinet). Hoe talentvol hij als zestienjarige klarinettist was, blijkt uit zijn solo-optreden tijdens een concert van het Paleisorkest van Johannes Meinardus Coenen.  Hij werd op diezelfde leeftijd klarinettist van de orkest van de gebroeders van Lier (Grand Théâtre des Variétés), op zeventienjarige leeftijd nam hij zitting in het orkest van het Salon des Variétés aan de Amstelstraat van "Kreukniet, Mutters & Co". Hij speelde niet alleen in dat orkest maar schreef ook operettes, blijspelen en revuemuziek voor dat ensemble, zoals bijvoorbeeld De doofpot (1891). Gedurende die functie pakte hij zijn studie weer op, dit maal bij Bernard Zweers (muziektheorie en compositieleer). Hij bracht het uiteindelijk tot tweede concertmeester en tweede dirigent (1893-1896) van het Concertgebouworkes onder Willem Kes. In die periode stond hij 120 keer voor het orkest. Hij vertrok naar Engeland om er violist te worden in het Queens Hall Orchestra. Hij was nadien nog betrokken bij orkesten in Bexhill-on-Sea, Folkestone en Llandudno (Wales).
Zijn hele leven werd hij achtervolgd door een zeer matige gezondheid.
Enkele werken:
- de operette De Parel van Zaandam naar een libretto van operettekomiek August Kiehl
- kamermuziek voor viool en piano , cello en piano en klarinet en piano ; bundel Petites fusains voor piano
- Gavotte de la reine voor piano
- Troostlied
- celloconcert, geschreven voor zijn broer